# Büyükburunağıl, Hacıbektaş
Büyükburunağıl là một xã thuộc huyện Hacıbektaş, tỉnh Nevşehir, Thổ Nhĩ Kỳ. Dân số thời điểm năm 2011 là 307 người.